# Чернин (Вишгородський район)
Чернин — колишнє село, входило до складу Вишгородського району Київської області.

## З історії
Біля Чернина були знахідки білогрудівської культури та неолітичне поселення. 1950 року досліджували могильник софіївського типу й двошарове поселення доби бронзи, з шаром середньодніпровської культури.